# Бабаченко Федір Захарович
Федір Захарович Бабаченко (27 вересня (10 жовтня) 1911 — 27 жовтня 1943) — радянський офіцер, учасник Радянсько-фінської і Великої Вітчизняної війн. У роки радянсько-фінської війни — начальник розвідки артилерійського дивізіону 323-го артилерійського полку 123-ї стрілецької ордена Леніна дивізії 7-ї армії Північно-Західного фронту, молодший лейтенант.
Герой Радянського Союзу (11.04.1940), майор.

## Біографія
Федір Захарович Бабаченко народився 27 вересня (10 жовтня) 1911 року в селі Степанівка, нині Краснокутського району Харківської області, у бідній селянській родині. Українець. Закінчив середню школу в селі Ситники, працював секретарем сільської ради. Був одним із перших колгоспників у своєму селі, працював у рільничій бригаді.
У 1933–1935 роках проходив дійсну військову службу в Червоній армії. Після демобілізації закінчив трирічну школу підготовки спеціалістів сільського господарства у Ленінграді (нині Санкт-Петербург), після чого був призначений директором овочівницького радгоспу.
У 1938 році вдруге призваний до лав Червоної армії. Брав участь у радянсько-фінській війні 1939–1940 років. У 1940 році став членом ВКП(б).

## Військова діяльність
Під час радянсько-фінської війни молодший лейтенант Федір Бабаченко, начальник розвідки артилерійського дивізіону 323-го артилерійського полку (123-тя стрілецька дивізія, 7-а армія, Північно-Західний фронт), 20 лютого 1940 року під час розвідки в районі висоти Безіменна виявив три вогневі точки та траншеї противника. Разом з групою розвідників здійснив раптову атаку, закидав траншею гранатами та в рукопашній сутичці знищив ворожого офіцера. Висота була взята без втрат.
10 березня 1940 року під час розвідки в районі станції Талі біля Виборга Бабаченко виявив три укріплення противника з кулеметами та гарматами. Атакою групи під його командуванням укріплення були захоплені, після чого він коригував артилерійський вогонь по противнику, що дозволило зайняти висоти «Підошва» і «Пірті» та здобути значні трофеї. 11 березня 1940 року доставив цінні розвідувальні дані до штабу полку.
Указом Президії Верховної Ради СРСР від 11 квітня 1940 року за мужність і героїзм Бабаченку Федору Захаровичу надано звання Героя Радянського Союзу з врученням ордена Леніна та медалі «Золота Зірка» (№ 354).
Після закінчення радянсько-фінської війни навчався у Військово-політичній академії імені В. І. Леніна. Учасник Великої Вітчизняної війни з червня 1941 року. Брав участь у Сталінградській та Курській битвах. У 1943 році закінчив курси удосконалення офіцерського складу. У званні майора командував 104-м армійським винищувально-протитанковим артилерійським полком. Під час боїв на Дніпрі 27 жовтня 1943 року.пропав безвісти.
Довгий час вважалося, що загинув 27 жовтня 1943 року, але згідно з архівними документами, 31 жовтня 1943 року потрапив у полон. Утримувався у таборі «Шталаг I В» (Гохенштайн, Східна Пруссія), з 22 травня 1944 року – у «Шталаг XI А» (Альтенграбов), у жовтні 1944 року знову перебував у Гохенштайні. Подальша доля невідома. 

## Нагорода
- Медаль «Золота Зірка» Героя Радянського Союзу
- Орден Леніна
- Медалі

## Пам'ять
У 2016 році на Федеральному військовому меморіальному кладовищі установлений кенотаф.